# Загорских, Сергей Геннадьевич
Сергей Геннадьевич Загорских (1955 — 13 декабря 2016, Петрозаводск, Республика Карелия, Российская Федерация) — российский тренер по спортивной гимнастике, заслуженный тренер России.

## Биография
С 1977 г. до конца жизни работал старшим тренером в СДЮСШОР № 1 города Петрозаводска. Подготовил четырнадцать мастеров спорта России, в том числе заслуженного мастера спорта, серебряного призера чемпионата мира по спортивной гимнастике в Антверпене (2013), участника летних Олимпийских игр в Лондоне (2012) Александра Баландина. Его ученики неоднократно становились чемпионами и призерами соревнований городского, республиканского и всероссийского уровней.
Имя тренера было присвоено открытому в 2018 г. республиканскому центру спортивной гимнастики.

## Награды и звания
Заслуженный тренер России (2012).